# Programovatelný počítač
Programovatelný počítač je takový počítač, který čte instrukce z elektronické paměti, kde jsou uloženy. Tato definice je často rozšířena o požadavek na uniformní a zaměnitelný formát dat a instrukci v paměti počítače.
Počítač používající Von Neumannovu architekturu ukládá data i instrukce (program) ve stejné, sdílené, paměti. Počítač používající Harvardskou architekturu má separátní paměť pro ukládání dat a další pro ukládání instrukcí.
Myšlenka univerzálního programovatelného počítače může být vysledována až k teoretickému konceptu univerzálního Turingova stroje z roku 1936. Von Neumann o této myšlence věděl a tlačil k ní i svoje spolupracovníky.
Mnoho raných počítačů, jako počítač Atanasoff-Berry, nebyly programovatelné. Tyto počítače vykonávaly jeden, natvrdo zadrátovaný program. Protože takový počítač nepoužíval instrukce, nepotřeboval ani instrukční paměť. Jiné počítače, i když programovatelné, používaly jako paměť programu děrné štítky (nebo pásku), které do nich byli fyzicky vkládány, jak bylo potřeba.
V roce 1936 se Konrad Zuse také pokusil získat dva patenty na nápad počítače, který ukládá data do stejné paměti jako program.
Obecně uznávaným prvním elektronickým počítačem, který spustil uložený program, je SSEM z Manchesterské univerzity z 21. června 1948. I přes to byl SSEM považován pouze za prototyp, který ověřil koncept. Získané zkušenosti z jeho stavby byly použity při stavbě Manchester Mark 1, který byl uveden do provozu v dubnu 1949.
6. května 1949 EDSAC v Cambridge vykonal svůj první program a proto bývá považován za „první kompletní a plně funkční počítač s digitálně uloženým programem“.